# Paraná (brazilska savezna država)
Paraná je brazilska država smještena u južnom dijelu države. Glavni i najveći grad države je Curitiba.

## Zemljopis
Paraná je omeđena na sjeveru državom São Paulom, na istoku je Atlantski ocean, na jugu države je Santa Catarina i argentinska pokrajina Misiones, a na zapadu je Mato Grosso do Sul i Paragvaj, s kojom rijeka Paraná čini zapadnu brazilsku granicu. 
Država se može podijeliti u dvije geografske regije, uski obalni pojas s tropskim i suptropskim vlažnim šumama te visok plato  (750 do 1000 m). Najveće rijeke u državi su Paranapanema i njezine pritoke Cinza i Tibaji, ostale veće rijeke su Ivaí, Piquiri, Jejuy-guassu i Iguaçu sa svojim glavnim pritokom Rio Negrom.

## Stanovništvo
Prema Brazilskom zavodu za statistiku 2010. godine u državi živi 10.439.601 stanovnik, dok je gustoća naseljenosti 52 stan./km ².
Većina stanovništva živi u urbanim područjima njih 84,5% (2006.), rast stanovništva je 1,4% od 1991. do 2000. godine.
Većina stanovništva su bijelci 72,68%,  zatim mulati 24,30%  zatim crnci 1,49%, azijati 1,12% dok je indijanaca 0,36%.

## Vanjske poveznice
- Službena stranica